# P-NET
P-NET — это промышленная сеть, которая была создана для объединения отдельных компонент вычислительного процесса, а именно: компьютера, датчиков, исполнительных устройств, устройств ввода-вывода, центрального и периферийного контроллеров и т. д. которые обычно соединяются двумя кабелями. Такое соединение заменяет традиционное при использовании большого количества кабелей. Данные, получаемые в ходе выполнения процесса (показания измерительных приборов, сигналы датчиков) преобразуются в числовые величины. P-NET используется также для объединения данных, для конфигурации узлов/датчиков и для загрузки программ.
P-NET входит в стандарт промышленных сетей IEC 61158.
Кроме обычного измерения величин и данных состояния, шина осуществляет двунаправленный обмен дополнительной информацией касающихся предельных величин, состояния исполняющих устройств и сигналов обратной связи, сигналов об ошибке и внутренних системных данных. P-NET может быть использована для загрузки параметров и программ в управляющий процессом модуль. Использование P-NET датчиков значительно улучшает возможность диагностирования по сравнению с использованием традиционного соединения.

## Протокол передачи данных
Электрическая спецификация P-NET основана на стандарте RS-485, использующем защищенную витую пару, что позволяет использовать кабель длиной до 1200 метров без повторителей. Данные посылаются асинхронной передачей в NRZ коде. Интерфейс P-NET гальванически изолирован. К нему может быть присоединено до 125 устройств на каждый сегмент шины через специальную цепь зажимов без использования повторителей.
P-NET обладает очень эффективным сетевым протоколом, в котором можно выполнить до 300 передач подтвержденной информации в секунду от 300 адресов независимых узлов. Эта информация может передаваться либо в форме полностью обработанной переменной (переменной с плавающей точкой) таких, как температура, давление, электрический ток и т. д. либо в качестве 300 блоков от 32 независимых бинарных сигналов, означающих состояние, положение и т. д. Это приводит к передаче до 9600 бинарных сигналов в секунду, доступных из любой точки всей системы.
Кадр протокола P-NET состоит из следующих полей:
- Адрес.
- Control Status — управляющая информация (команда или ответ).
- Len — длина информационного поля.
- Info — информационное поле
- CRC — циклическая контрольная сумма, код для проверки подлинности сообщения.

Данные, передаваемые по сети могут быть простого или комплексного типа, чтобы удовлетворять требованиям измерения и контроля. Простой тип включает булевы переменные, байты, символы, слова, целые, длинные целые, действительные и длинные действительные и время. Комплексные тип включает строковые переменные, записи и буферные переменные. Формат данных является частью стандарта P-NET.
Большое количество осуществленных передач данных достигается за счет одновременной работы ведомых устройств по обработке данных и получению и передачи блоков. Процесс запроса начинается в ведомом устройстве сразу же после прибытия первого байта данных. Это является отличием от схем, где запрос не посылается до прибытия всего блока данных. Таким образом, стандартная скорость передачи данных 76,800 бит/с не является ограничивающим фактором при выполнении. Выполнение может быть образовано в системах со скоростью передачи данных свыше 500,000 бит/с.
Среди имеющихся систем связи с периферией только P-NET осуществляет прямую адресацию между несколькими сегментами сети, которые известны также как и структура мультисети. Эта особенность является специфической частью P-NET протокола, и она может быть построена внутри стандартной операционной системы многопортовых мастеров. Соединение осуществляется прямо через различные сегменты сети и узлы с двумя или более интерфейсами P-NET. Это значит, что несколько компьютеров одного сегмента сети могут иметь прямой доступ к нескольким узлам из другого сегмента без использования специальной программы в мастере.
Разбиение на сегменты также позволяет иметь в распоряжении независимые локальные нагрузки на каждом сегменте сети, которые увеличивают скорость передачи данных и ввод-вывод данных через всю систему.
Еще одно важное преимущество разбиения сети на небольшие сегменты — ограничение влияния ошибки в одном сегменте на работу остальных благодаря эффективной службе защиты сети. Более того, эти особенности многосегментной сети образует естественную избыточность, которая делает всю сеть более помехозащищённой. Важное преимущество многосетевой топологии P-NET то, что она не нуждается в иерархической структуре в сегментах сети. Это особенно важно при расширении P-NET и при подсоединении к другой сети.

## Арбитраж шины
P-NET является шиной с несколькими мастерами, число которых может доходить до 32. Основной принцип связи заключается в следующем: мастер посылает запрос, и слэйв отправляет немедленный ответ. Запрос может быть на чтение или запись.
Правом на занятие шины является переданный от одного из мастеров маркер. P-NET использует так называемый метод «передачи виртуального маркера», который не требует дополнительных объявлений для передачи по шине. Когда один из мастеров заканчивает занимать шину, маркер автоматически передается следующему и так дальше по циклу. Передача маркера основана на использовании двух счетчиков: счетчика простоя шины и счетчика доступа. Счетчик простоя шины изменяется в диапазоне от 0 до 360, затем снова обнуляется. Счетчик доступа принимает значения номеров устройств, находящихся в сети. При достижении счетчиком простоя величины 40 счетчик доступа увеличивает своё значение на 1, а затем через каждые 10 единиц простоя увеличивается еще на единицу. Мастер может занять шину, когда значение счетчика доступа совпадет с его собственным номером.
Метод передачи маркера, используемый в P-NET, отличается от методов, применяемых в других системах с несколькими мастерами. Другие шины, например, PROFIBUS, передают реальные телеграфные сообщения для передачи маркера. Такой метод передачи увеличивает время работы мастера и позволяет сократить мощность шины. Принцип передачи виртуального маркера также применим при отсутствии мастера. В этом случае все устройства, включая остальные мастера, будут продолжать свою работу обычным образом.
Использование принципа передачи виртуального маркера приводит к тому, что все сообщения передаются в рамках отведенного для устройства временного интервала (тайм-слота), то есть время, затрачиваемое на ожидание, захват шины и передачу сообщения может быть однозначно определено. Таким образом P-NET является системой реального времени.

## Программирование и конфигурирование

Выбор устройства из MIB в приложении пользователя с использованием COM. Скриншот.

Для конфигурирования устройств P-NET используется специализированное программное обеспечение VIGO. VIGO позволяет представлять все устройства и их параметры в виде единого дерева, называемого «Manager Information Base» (MIB). Корнем дерева является текущий проект. Возможен доступ к параметрам любого устройства путём указания полного пути к ним в дереве MIB.
VIGO предоставляет возможность программирования устройств P-NET. Для программирования могут использоваться два языка: Process-pascal и Calculate-assembler. Calculate-assembler применяется для программирования слейвов. В основном для реализации технологических защит и блокировок непосредственно в исполнительных устройствах. Это язык, похожий на ассемблер или IL. Process-pascal применяется для создания более сложных программ, выполняющихся на мастерах сети. Это диалект языка Pascal модифицированный для использования в среде P-NET. Добавлена возможность описания параллельно работающих задач и использования внешних сетевых переменных.
VIGO также предоставляет компонент для доступа других приложений, таких как, например Microsoft Excel, к среде P-NET с помощью технологии COM.

## Книги
- Дитмар Дитрих, Дитмар Лой, Ганс Юрген Швайнцер. LON — технология : построение распределенных приложений, Пер. с нем.- под ред. О. Б. Низамутдинова.-Пермь: Звезда, 1999—424 с., ISBN 5-88187-052-2
- LON-Technologie : verteilte Systeme in der Anwendung / Dietmar Dietrich … (Hrsg.).- Heidelberg : Huthig, 1997, ISBN 3-7785-2581-6
- Process Pascal. Руководство для программиста, Пер. с англ. — Российско-Австрийский центр изучения Fieldbus технологий, 1999, Готовое издание